# Hübl Peak
Hübl Peak är en bergstopp i Antarktis. Den ligger i Västantarktis. Argentina, Chile och Storbritannien gör anspråk på området. Toppen på Hübl Peak är 1 046 meter över havet, eller 43 meter över den omgivande terrängen. Bredden vid basen är 0,52 km.
Terrängen runt Hübl Peak är bergig åt nordost, men åt sydväst är den kuperad. Havet är nära Hübl Peak västerut. Trakten är obefolkad. Det finns inga samhällen i närheten. 